# Frédéric Da Rocha (Fußballspieler)

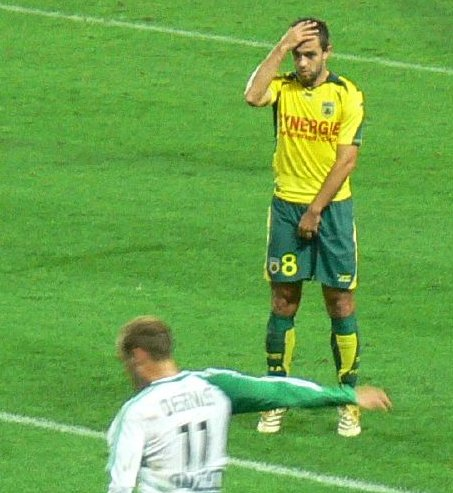
Frédéric Da Rocha

Frédéric Da Rocha (* 16. September 1974 in Cenon) ist ein ehemaliger französischer Fußballspieler.

## Karriere
Frédéric Da Rocha ist ein Nanter Urgestein. Seit der Saison 1995/96 steht der Mittelfeldspieler ununterbrochen im Profikader des französischen Traditionsklubs; zuvor durchlief er bereits die Jugendabteilungen des Vereins. Sein erstes Spiel in der Division 1 bestritt er im September 1995. Mit dem FC Nantes erlebte Da Rocha Berg- und Talfahrten. So konnte er die französische Meisterschaft, den nationalen Pokal sowie den Supercup gewinnen. 2007 musste er mit Nantes in die Ligue 2 absteigen, kehrte aber 2008 mit der Mannschaft in die höchste Spielklasse zurück.
Für den FC Nantes bestritt er bisher 350 Erstligaspiele und konnte dabei 44 Treffer markieren (Stand: 5. August 2008). 2009 wechselte der Mittelfeldspieler vom Ligue-1-Absteiger FC Nantes zum US Boulogne. Nachdem er in 30 Ligue-1-Spielen für Boulogne zum Einsatz gekommen war, wechselte er im Sommer 2010 zu USJA Carquefou. Dort beendete er im Juni 2011 seine Profi-Karriere und wechselte als Trainer zum FC Tignieu-Jameyzieu in die Division d’Honneur Régionale (DHR).
Er wurde auch schon in der französischen B-Nationalelf eingesetzt.

## Erfolge
- Französischer Meister: 2000/01
- Französischer Pokalsieger: 1998/99, 1999/2000
- Französischer Supercupsieger: 1999, 2001